# Хири, Оуэн
Оуэн Хири (англ. Owen Heary род. 4 октября 1976, Дублин) — ирландский футболист и тренер, известный своими выступлениями за клубы «Шелбурн» и «Богемианс». За свою карьеру он семь раз выигрывал чемпионат Ирландии и был признан лучшим футболистом страны в 2002 году.

## Биография
Оуэн Хири родился 4 октября 1976 года в Дублине, Ирландия. Свою профессиональную карьеру он начал в клубе «Килкенни Сити», дебютировав в Лиге Ирландии 21 ноября 1993 года в матче против «Брей Уондерерс». В 1994 году он перешёл в «Хоум Фарм», где провёл четыре сезона и выиграл Щит Первого дивизиона.
В 1998 году Хири присоединился к «Шелбурну», где стал ключевым игроком. За девять сезонов он провёл 274 матча, установив рекорд клуба по количеству игр, и выиграл пять титулов чемпиона Ирландии, а также Кубок Ирландии в 2000 году. В 2002 году он был признан лучшим футболистом года в Ирландии по версии PFAI.
В 2007 году Хири перешёл в «Богемианс», где продолжил демонстрировать высокий уровень игры. Он выиграл два чемпионских титула (2008, 2009), Кубок Ирландии (2008) и Кубок Лиги Ирландии (2009). В 2008 году он был включён в команду года Лиги Ирландии и получил награду «Личность года» от SWAI.
Хири завершил игровую карьеру в 2013 году, проведя в общей сложности 569 матчей в Лиге Ирландии и забив 29 голов.

### Тренерская карьера
Оуэн Хири начал тренерскую карьеру в 2011 году, работая с резервной и молодёжной командами «Богемианс». В 2013 году он стал временным главным тренером клуба, а затем был назначен на постоянной основе. В 2014 году он возглавил «Слайго Роверс», но был уволен через несколько месяцев.
С 2016 по 2018 год Хири тренировал «Шелбурн», с которым выиграл два Кубка Ленстера.